# Hernán Medford
Hernán Evaristo Medford Bryan (San José, 1968. május 23. –) Costa Rica-i válogatott labdarúgó, edző.

## Fordítás
- Ez a szócikk részben vagy egészben  a   Hernán Medford című angol Wikipédia-szócikk fordításán alapul.  Az eredeti cikk szerkesztőit annak laptörténete sorolja fel. Ez a jelzés csupán a megfogalmazás eredetét és a szerzői jogokat jelzi, nem szolgál a cikkben szereplő információk forrásmegjelöléseként.